# Bruno Elschner
Bruno Elschner (* 20. Mai 1924 in Schleiz; † 21. November 2009 in Darmstadt) war Professor für Physik an der TH Darmstadt.
Elschner studierte an der Georg-August-Universität Göttingen sowie in Jena, wo er 1953 mit einem Beitrag zur Erweiterung der Kenntnis der Elementarvorgänge der Magnetisierung in Eisen-Silizium-Kristallen promoviert wurde. Die Habilitation schloss sich an. Von dort aus, kurz bevor die Grenze undurchlässig wurde, ging er zum Battelle-Institut nach Genf. Im Jahr 1964 trat er seine Professur in Darmstadt an, wo er Leiter des 2. Physikalischen Instituts wurde. 1989 erfolgte seine Emeritierung. Er setzte sich danach für die Reorganisation des Wissenschaftsbetriebes in den neuen Ländern ein.
Elschner arbeitete auf dem Gebiet der Hochfrequenz- und Mikrowellenspektroskopie sowie des Magnetismus und der Supraleitung, insbesondere gehörte er zu den Pionieren der Elektronenspinresonanz-Spektroskopie als Forschungsmethode.